# Marco Aurelio Fontana
Marco Aurelio Fontana (Giussano, 12 ottobre 1984) è un mountain biker e ciclocrossista italiano, campione italiano nella specialità del cross country nella categoria élite, medaglia di bronzo, nella stessa specialità, ai Giochi olimpici di Londra nel 2012 e campione del mondo 2013 nella Team Relay.

## Carriera

### I primi passi
Marco Aurelio Fontana iniziò la sua carriera da ciclista all'età di 11 anni nel ciclismo su strada nella formazione locale S.C. Cesano Maderno, società che segue le giovani promesse del ciclismo italiano. All'età di 14 anni passò alle specialità della mountain bike e del ciclocross, dove si dimostrò subito uno dei ciclisti più promettenti a livello nazionale e internazionale. Nel 2001 entrò a far parte della Hard Rock FRW, società con la quale raggiungerà importanti successi.
A partire dal 2001, all'età di 17 anni, entrò a far parte della nazionale italiana di MTB, convocato in una gara di Coppa Europa svoltasi nello stesso anno a Graz in Austria. Il primo successo di prestigio lo raggiunse nel 2002 quando si laureò campione italiano Cross Country nella categoria Junior a Malé in Trentino. Nello stesso anno con la maglia della nazionale italiana partecipò ai mondiali di Kaprun in Austria ed agli Europei di Zurigo. Sempre nella stessa stagione raggiunse due volte il podio, con un secondo ed un terzo posto, in due prove del Trofeo Liquigas. Durante la stagione 2002-2003 conquistò quattro vittorie e cinque secondi posti. Nonostante gli impegni sportivi riuscì a diplomarsi come geometra.

### La categoria Under 23
Nella stagione 2003-2004 passò nella categoria Allievi. A 20 anni, alla prima stagione nella nuova categoria, conquistò cinque vittorie. Nel 2004 raggiunse il terzo posto nel campionato italiano di ciclocross e venne convocato in nazionale per partecipare ai campionati del mondo a Pont-Château in cui terminò trentatreesimo. A livello continentale ottenne il decimo posto del campionato europeo.
La stagione seguente migliorò il suo piazzamento nel campionato italiano svoltosi a Rovato in provincia di Brescia, raggiungendo il secondo posto. Nel 2005 affiancò al ciclocross una nuova specialità, partecipando al campionato italiano marathon svoltosi a Lugagnano conquistando il sesto posto. Lo stesso anno partecipò al campionato italiano cross country a Sarentino, classificandosi quarto, e ai mondiali di Livigno dove ottenne l'undicesima piazza nel cross country categoria Under-23.
La stagione 2005-2006 vide il corridore brianzolo in grande spolvero. Vinse tutte le prove del "Selle Italia" e si laureò campione italiano Under 23 nel ciclocross a Lecce. Nella stessa specialità ottenne inoltre due quarti posti, al campionato europeo e ai campionati del Mondo svoltisi a Zeddam, e salì sul podio raggiungendo il terzo posto in Coppa del Mondo. Nel 2006 vinse la prova di Brescia della "Liquigas Cup", nella quale risulterà terzo in classifica finale. Nella stessa stagione terminò secondo assoluto nel campionato italiano di cross country al traguardo di Viganò in provincia di Lecco. Partecipò inoltre a diverse prove della Coppa del Mondo di Cross Country, tra cui quella di Fort Williams che lo vide diciassettesimo assoluto al traguardo e secondo nella classe Under 23.

### La categoria Élite
Nello stesso anno firmò un contratto con la Selle Italia Guerciotti, con cui disputare le gare invernali di ciclocross. Con la squadra continuò la sua serie di risultati positivi. Nel novembre 2006 passò nella categoria élite (senza limiti di età) e raggiunse il tredicesimo posto assoluto del campionato del mondo. Vinse sia gli Internazionali d'Italia, portando alla vittoria di squadra la Selle Italia, sia il Circuito italiano ciclocross, le due massime competizioni a livello italiano organizzate dalla Federazione Italiana Ciclismo sezione Ciclocross. Sempre a livello nazionale vinse la Top Class 2006-2007, classifica stilata in base ai piazzamenti degli atleti italiani in prove ufficiali nazionali, più punti bonus per chiamate in nazionale e piazzamenti in prove internazionali.
Nella stagione 2006-2007 giunse secondo dietro Enrico Franzoi nel campionato italiano di Lucca. Partecipò anche agli europei di Ürgüp in Turchia e ai mondiali di Fort William in Scozia nella specialità del Cross Country. In questi ultimi, al debutto in classe élite ad un mondiale, giunse ventiseiesimo e primo tra gli italiani. Concluse inoltre la stagione di coppa del mondo di cross country con un cinquantatreesimo posto in classifica generale.
All'età di 23 anni, al debutto nella categoria élite, fu ventiquattresimo nel ranking mondiale di ciclocross stilato dall'Unione Ciclistica Internazionale, secondo tra gli italiani dietro soltanto a Enrico Franzoi.
La stagione 2007-2008 iniziò in ritardo, per permettere una preparazione atletica mirata a raggiungere la migliore condizione a gennaio, mese in cui si svolgevano in Veneto il campionato italiano e Mondiale di ciclocross.
Dopo le prime gare di Coppa del Mondo, chiuse attorno alla ventesima posizione collezionando sei vittorie a livello nazionale e internazionale prima della fine del 2007. Chiuse il Circuito Italiano Ciclocross al primo posto con 121 punti (in virtù dei 5 migliori risultati).
Il 3 gennaio 2008 l'UCI definì il ranking mondiale del Cross Country Olimpico, ultimo utile per definire le fasce in cui venivano suddivise le federazioni nazionali che parteciparono ai Giochi della XXIX Olimpiade di Pechino. Fontana era il secondo tra gli italiani, al cinquantanovesimo posto assoluto dietro a Yader Zoli. La nazionale italiana venne inserita in seconda fascia, ottenendo quindi la possibilità di convocare due uomini ed una donna per i Giochi.
Il 6 gennaio partecipò al campionato italiano di ciclocross a Scorzè, dove vinse il titolo staccando di due minuti il secondo arrivato Cristian Cominelli, che guadagnò il titolo tra gli Under 23. Sempre a gennaio partecipò ai campionati mondiali a Treviso, dove giunse sesto al traguardo dopo esser rimasto nel gruppo di testa tutta la gara.
Il 10 febbraio il Commissario Tecnico della Nazionale italiana Hubert Pallhuber convocò otto atleti italiani come preselezione della nazionale olimpica, Yader Zoli, Marco Aurelio Fontana, Cristian Cominelli, Martino Fruet, Tony Longo, Andrea Tiberi e le donne Eva Lechner e Evelyn Stafflere.
Il 4 maggio dopo la terza prova di Coppa del Mondo di Cross Country conclusa al quinto posto, Pallhuber ufficializzò la sua convocazione per i Giochi olimpici. Diventò il secondo più giovane atleta italiano convocato per i Giochi olimpici nel Cross Country. Più giovane di lui solo Marco Bui che ai Giochi della XXVII Olimpiade di Sydney nel 2000 esordì a soli 22 anni, 370 giorni più giovane di Fontana. Eva Lechner venne selezionata per la nazionale femminile, mentre rimase ancora disponibile il secondo posto della nazionale maschile. Il 16 maggio a Sankt Wendel durante i Campionati Europei di cross country vinse la medaglia d'argento nella team relay dietro alla Francia. La staffetta capitanata da Fontana era composta da Cristian Cominelli, Eva Lechner e Gerhard Kerschbaumer. Il 18 maggio nella gara élite degli europei, forò lo pneumatico posteriore mentre era nel gruppo di testa ed al traguardo fu decimo.
Il 17 giugno, a Commezzadura, vinse la medaglia di bronzo mondiale nel team relay, dietro a Francia e Svizzera, nuovamente con Cominelli, Lechner e Kerschbaumer. Il 14 agosto arrivò a Pechino con Yader Zoli ed Eva Lechner due giorni dopo la chiusura del ritiro preolimpico della nazionale italiana a Moena.
Il 23 agosto, contro tutti i pronostici, si rese protagonista nella gara che assegnava le medaglie olimpiche. In lizza per il bronzo fino all'ultimo giro, si arrese nel finale ad duo elvetico Sauser-Schurter che, dopo aver collaborato per staccare il resto gruppo, si giocarono allo sprint la medaglia. Dietro al campione olimpico Julien Absalon e all'altro francese Jean-Christophe Péraud fu Schurter a conquistare il bronzo. Fontana seguì terminando al quinto posto, miglior risultato azzurro alle olimpiadi nella specialità, eguagliando Daniele Pontoni ai Giochi olimpici di Atlanta.
Nel 2009 il passaggio all'UCI Team Cannondale Factory Racing ha rappresentato un nuovo passo avanti. Il 19 luglio si è laureato campione italiano nel cross country a Brescia e ha ottenuto alcuni buoni piazzamenti in Coppa del mondo: termina quarto a Madrid, ottavo a Champéry, Houffalize e Offenburg. Il 1º settembre ha vinto la medaglia d'oro nel mondiale 2009 che si è corso a Canberra in Australia nella staffetta assieme ai compagni Cominelli, Lechner e Kerschbaumer.
Il 2010 si apre con il quinto titolo italiano, quando Fontana, il 10 gennaio, all'idroscalo di Milano, conquista la maglia di campione italiano di ciclocross battendo Franzoi. Il 9 luglio vince la medaglia di bronzo agli europei di cross country, mentre il 18 luglio ha confermato il titolo italiano nel cross country a Torre Canavese.
Nel maggio del 2012 si qualifica a titolo individuale per le Olimpiadi di Londra, dove concorre nella prova di cross country maschile; sin dal primo giro Fontana si inserisce nel gruppo di testa insieme al ceco Jaroslav Kulhavý e allo svizzero Nino Schurter, ma a metà del giro finale il ciclista italiano perde il sellino della mountain bike e prosegue la gara senza di esso. Riuscendo a non farsi riprendere dagli avversari, Fontana conclude la competizione al terzo posto, conquistando così la medaglia di bronzo. Fontana è il primo italiano a vincere una medaglia olimpica per la mountain bike in campo maschile (fino ad allora solo Paola Pezzo aveva portato a casa delle medaglie olimpiche in questa specialità).

## Palmarès

### MTB
- 2002 (Junior)

Campionati italiani, Cross country (Malé)
- 2006 (Under 23)

Campionati italiani d'inverno, Cross country
- 2008

Internazionali d'Italia cross country
- 2009

Campionati italiani di mountain bike, Cross country (Massa Marittima)
Campionati del mondo, Team Relay (Canberra)
- 2010

Campionati italiani, Cross country (Torre Canavese)
- 2011

Campionati italiani, Cross country (Pejo)
Internazionali d'Italia cross country
- 2012

Campionati italiani, Cross country (Lugagnano Val d'Arda)
Internazionali d'Italia cross country
Campionati del mondo, Team Relay (Saalfelden)

### Ciclocross
- 2005-2006 (Under 23)

Campionati italiani Under-23 (Lecce)
- 2006-2007

Internazionali d'Italia ciclocross
Circuito italiano ciclocross
Top Class ciclocross
Ciclocross Morbegno
- 2007-2008

Circuito italiano ciclocross
Campionati italiani (Scorzè)
Ciclocross Verbania
- 2008-2009

Campionati italiani (Brescia)
Ciclocross Lucca
Ciclocross Verbania
- 2009-2010

Campionati italiani (Milano)
Ciclocross Verbania
- 2010-2011

Campionati italiani (Roma)
- 2011-2012

Ciclocross di Roma, Ippodromo delle Capannelle
Campionati italiani (Vadena)
- 2012-2013

Campionati italiani (Vittorio Veneto)
Gran Premio Mamma e Papà Guerciotti (Milano)
- 2013-2014

Campionati italiani (Orvieto)
- 2014-2015

Ciclocross di Silvelle di Trebaseleghe
Ciclocross di Roma, Ippodromo delle Capannelle
Campionati italiani (Pezze di Greco)
- 2016-2017

Trofeo di Gorizia

## Piazzamenti

### Competizioni mondiali
- Coppa del mondo di mountain bike

2006 - Cross country: 40º
2009 - Cross country: 15º
2010 - Cross country: 16º
- Campionati del mondo di mountain bike

Livigno 2005 - Cross country Under-23: 11º
Rotorua 2006 - Cross country Under-23: 11º
Fort William 2007 - Cross country: 26º
Val di Sole 2008 - Cross country: 37º
Val di Sole 2008 - Staffetta: 3º
Canberra 2009 - Cross country: 11º
Canberra 2009 - Staffetta: vincitore
Mont-Sainte-Anne 2010 - Cross country: ritirato
Mont-Sainte-Anne 2010 - Staffetta: 5º
Champéry 2011 - Staffetta: 3º
Saalfelden 2012 - Staffetta: vincitore
- Coppa del mondo di ciclocross

2008-2009: 21º
2009-2010: 52º
2010-2011: 55º
- Campionati del mondo di ciclocross

Zeddam 2006 - Under-23: 4º
Hooglede-Gits 2007 - Elite: 13º
Treviso 2008 - Elite: 6º
Hoogerheide 2009 - Elite: 11º
Tábor 2010 - Elite: 11º
St. Wendel 2011 - Elite: 7º
- Giochi olimpici

Pechino 2008 - Cross country: 5º
Londra 2012 - Cross country: 3º

## Riconoscimenti
- Giro d'onore della Federazione Ciclistica Italiana nel 2012[16]